# David Culver
Pour les articles homonymes, voir Culver.
David Culver est un homme d'affaires canadien, né à Winnipeg le 5 décembre 1924 et mort à Westmount le 6 février 2017.

## Biographie
David Culver est bachelier en sciences de l'Université McGill. Il détient un MBA de l'université Harvard et un certificat du Centre d'études industrielles de Genève.
Il a été le PDG de la société Alcan. Il est un membre fondateur de CAI Private Equity.

## Honneurs et distinctions
- 1990 -  Officier de l'Ordre national du Québec[2]
- 1983 -  Officier de l'Ordre du Canada[3]
- 1988 -  Compagnon de l'Ordre du Canada[3]
- 1988 - Grands Montréalais
- Membre élu du Temple de la renommée des hommes d'affaires canadiens (Canadian Business Hall of Fame)[4].
- Grand cordon de l'ordre du Trésor sacré du Japon
- Docteur honoris causa en droit de l'Université McGill et de celle de York
- Docteur honoris causa en sciences appliquées de l'Université de Sherbrooke